# Небесна команда
«Небесна команда» (рос. Небесная команда) — російсько-білоруська драма 2021 року режисера Володимира Аленікова. Він вийшов у прокат 9 вересня 2021 року.

## Сюжет
Фільм розповідає про вболівальників ярославського хокейного клубу «Локомотив», які вирушають до Мінська, щоб підтримати улюблену команду. Ця поїздка назавжди змінить їхні життя та світ спорту.

## Акторський склад
- Антон Рогачов — Артьом
- Кристина Корбут — Віка
- Микита Волков — Володя
- Олексій Гусков
- Ірина Розанова — Маня
- Сергій Баталов — Георгінич
- Андрій Мерзлікин
- Яніна Третьякова — Юля
- Марьянна Васільєва — Еля
- Ксенія Утехіна — Марина